# Xã Cedar, Quận Hand, South Dakota
Xã Cedar (tiếng Anh: Cedar Township) là một xã thuộc quận Hand, tiểu bang Nam Dakota, Hoa Kỳ. Năm 2010, dân số của xã này là 27 người.